# Bookkeeper
Bookkeeper (укр. Буккіпер) — український бухгалтерський онлайн сервіс, створений компанією Буккіпер СААС у 2018 році. Компанія розташована у Києві.
Bookkeeper  дозволяє вести облік діяльності, складати та подавати звітність підприємств і ФОП всіх систем оподаткування та неприбуткових організацій з будь-якого пристрою.

## Історія
Розробка сервісу розпочалася 2018 року, а у вересні 2019 року вийшов запланований функціонал що включав операції з обліку необоротних активів, інструменти пов'язані з зарплатою, була впроваджена більшість податкових звітів, інструментарій для обліку ЗЕД, сервіс був інтегрований з Приват24 для бізнесу та Mono.
Станом на 2019 рік сервісом користувалось більше ніж 1,5 тисячі представників малого та середнього бізнесу. До 2021 року сервіс збільшив функціонал до повноцінної бухгалтерської програми для середнього бізнесу. Станом на 2025 рік в Буккіпер зареєстровано більше 15 тисяч користувачів. На період воєнного стану було скасовано обмеження на роботу через несплату за використання програми.
У вересні 2022 Bookkeeper став партером проекту Navkolo Дмитра Дубілета (monobank) та Андрія Сухова (Checkbox). В рамках екосистеми Navkolo бухгалтерія Буккіпер має назву "Navkolo. Бухгалтерія Basic".

## Технічна інформація
Система є продуктом типу «SaaS». Сервіс Буккіпер створено на основі програмної платформи A2v10 (Україна), що побудована на технологічному стеку .NET корпорації Microsoft. Може бути призначена для створення браузерних бізнес-застосунків класу ERP, CRM, BPM та ін.

## Співпраця з вищими навчальними закладами
Компанія "Буккіпер СааС", розробник та експлуатант бухгалтерії Буккіпер, сприяє навчальним закладам України у підготовці фахівців за фахом "Облік і аудит" і споріднених спеціальностей. Навчальні заклади отримують доступ до навчальної версії сервісу для студентів і викладачів на безоплатній основі на весь період викладання відповідних навчальних курсів. Для навчання студентів був розроблений і виданий навчальний посібник.